# Hans Dahlgren

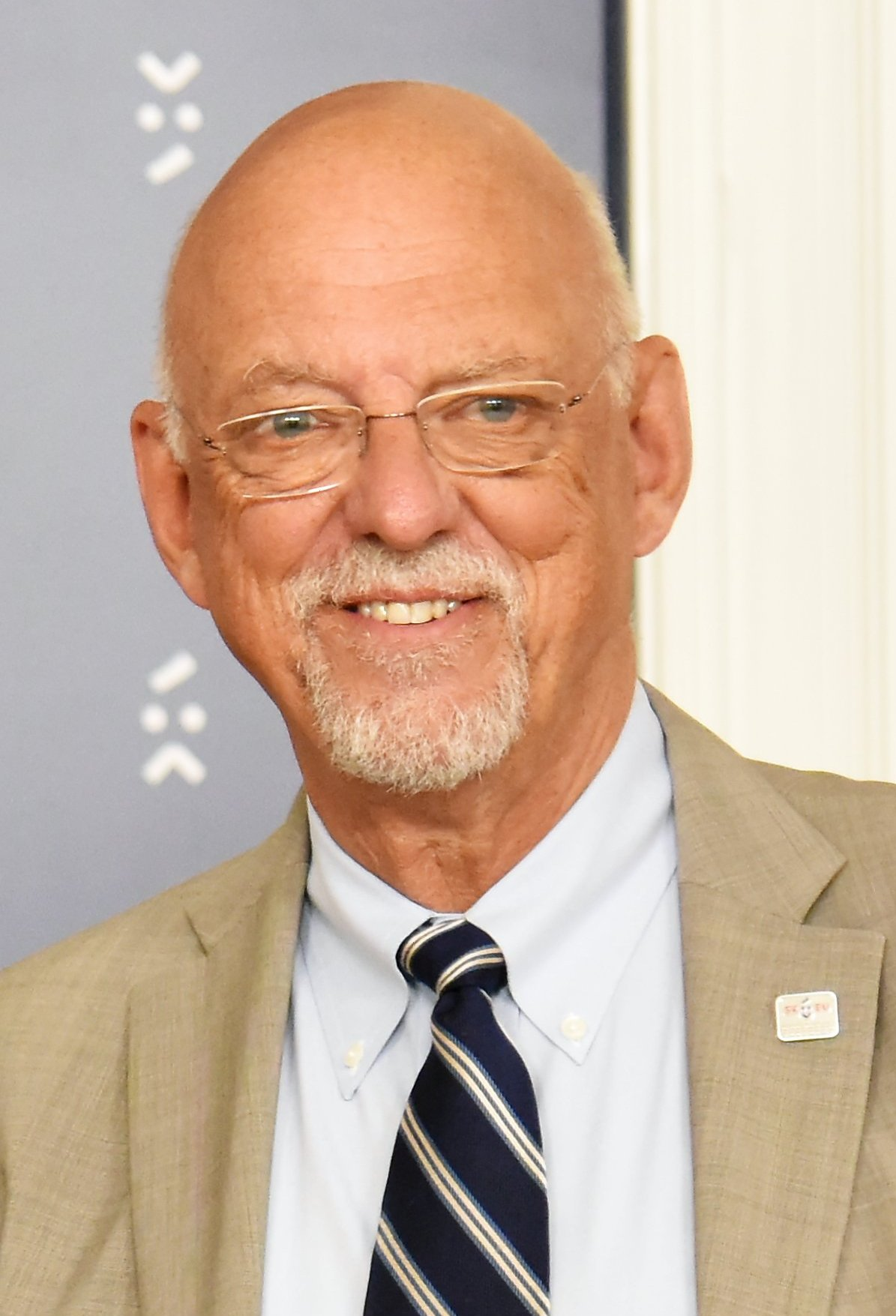
Hans Dahlgren (2016)

Hans Dahlgren (* 16. März 1948 in Uppsala) ist ein schwedischer Politiker (SAP) und war zuletzt EU-Minister in der Regierung Andersson. Zuvor beriet er bereits die Ministerpräsidenten Olof Palme, Ingvar Carlsson und Göran Persson und war schwedischer UN-Botschafter.

## Leben
Dahlgren wuchs in Boliden in Nordschweden auf. Während seiner Schulzeit engagierte er sich in den Sveriges Elevkårer (SECO), dem schwedischen Verband der Schülervertretungen, dessen Vorsitzender er von 1967 bis 1968 war. Später studierte er Wirtschaft an der Handelshochschule Stockholm.  Nach dem Abschluss seines Studiums im Jahr 1971 arbeitete Dahlgren zunächst als Reporter für Sveriges Television. 1975 wurde er Referent des Außenministers Sven Andersson. Von 1977 bis 1983 arbeitete er als Pressesprecher für Olof Palme, Parteivorsitzender der Sozialdemokraten und ab 1982 wieder schwedischer Ministerpräsident.  Von 1983 bis zu dessen Ermordung 1986 war er außenpolitischer Berater von Olof Palme; 1986 bis 1991 war er Botschafter und außenpolitischer Berater von Ministerpräsident Ingvar Carlsson.
Nach der Reichstagswahl 1991 kam es zu einem Regierungswechsel; Carl Bildt wurde Ministerpräsident. Dahlgren wurde Generalsekretär der Commission on Global Governance in Genf.  1994 erlangten die Sozialdemokraten die Regierungsmacht zurück und Dahlgren wurde  Staatssekretär in der Staatskanzlei von Ministerpräsident Göran Persson. 1997 wurde er zum schwedischen UN-Botschafter in New York ernannt. 2000 kehrte er nach Stockholm zurück und wurde Staatssekretär im Außenministerium unter Anna Lindh und später Laila Freivalds.
Nach dem Regierungswechsel 2006 wurde Dahlgren zunächst Botschafter und Leiter der Ständigen Vertretung Schwedens bei den internationalen Organisationen in Genf, 2010 dann Botschafter für Menschenrechte.  Zwischen 2013 und 2014 war er Geschäftsführer und Schatzmeister der Sozialdemokratischen Arbeiterpartei.  2014 wurde er Staatssekretär für Internationales und EU-Angelegenheiten unter dem neuen Ministerpräsidenten Stefan Löfven.  2019 wurde Dahlgren EU-Minister in der Regierung Löfven II und übernahm damit die Zuständigkeit für EU-Angelegenheiten von der Handelsministerin Ann Linde. Er verblieb auch in der Regierung Löfven III und der Regierung Andersson.